# 梳齒半鰺
梳齒半鰺（学名：Hemicaranx zelotes），为輻鰭魚綱鱸形目鱸亞目鰺科半鰺屬下的一个种，屬於熱帶海水魚。分布於東太平洋區，從墨西哥下加利福尼亞半島至秘魯海域及半鹹水域，體呈橢圓形且側扁，上下頷具有絨毛狀齒，胸鰭鐮刀狀、背鰭2個，尾鰭叉形，背銀藍色、腹部和側腹白色或銀色，胸鰭暗色，體長可達35公分。棲息在沿海，生活習性不明，可做為食用魚，以生鮮、醃製或曬乾販售，不具經濟性，另亦可做為遊釣魚。